# 若柳燕嬢
若柳 燕嬢（わかやぎ えんじょう、明治3年（1870年） - 不明）は、明治時代の女性落語家。本名・麻生たま。
教師から落語家に転じ、女優学校を設立し、新派女優としても活動した。

## 来歴
丹後国の剣客・麻生矢厚の娘として東京・芝で生まれる。姉は英語教育者の藤生貞子。父親が一時日本橋蛎殻町で米仲買商をしていたころに築地の女学校に学んだが、父親の事業の失敗で中退して小学校の教員検定試験を受け、盛岡師範学校附属幼稚園（現・岩手大学教育学部附属幼稚園）の園長に招かれ、明治22年（1889年）ごろには教職にあった。
幼稚園が三年にして潰れたこともあって方向を転じ、明治25年（1892年）、名古屋南伏見町の音羽座にて、婦人運動家の影山英子らとともに「女子劇」を始める。女権拡張の雑誌編集・演説などを経て、明治31年に初代談洲楼燕枝に入門、若柳燕嬢の名で落語家となり、『古今賢婦伝』などを新講談風に演じた。明治34年（1901年）ごろから浪花三友派に加わって京阪で人気を得た。尾崎紅葉は明治36年（1903年）の日記に牛込の寄席で燕嬢の講談を初めて聴いたと記している。明治38年（1905年）には、川上音二郎一座の女優として海外公演にも出た中村翠娥、歌舞伎の女役者市川九女八、伊井蓉峰が育てた芸妓上がりの女優千歳米坡、踊の師匠で団十郎の妹の市川お廣など、女性の演者ばかりを集めて「女優大会」と題した興行を行ない、話題となった。
この間に書生俳優で新聞記者の千葉秀甫と結婚し、高座で稼いだ金を貢いだとされるが、千葉の浮気性のせいで別れ、その後明治39年（1906年）に、九女八が提唱した女優学校を麹町区飯田河岸の自宅に開き、東京四谷の末広座に「女学生新演劇」を設立、自らも女優として三崎座や新富座などの舞台へ立った。その後、壮士俳優の静間三郎と結婚し、名古屋で暮らしたと言われる。1930年代半ばまでラジオ出演の記録が見えるが、その後は不明。

## 女優学校
男俳優を凌ぐ本格的な女優の育成を目的に設立された。開演中は食費・住費とも学校が支払い、出演料の1割を学校の収入とすると定め、以下の条件で生徒を募集した。
1. 学校は麹町富士見町に置く
2. 学科として英語、歴史、地理、絵画、西洋音楽を教える
3. 興行は夜に行なう
4. 生徒は満14歳から20歳まで
5. 醜業（売春など）経験者は入学不可
6. 親の承諾のない者は入学不可

## 親族
- 祖父は家老、祖母は琴の師匠[4]。
- 父の麻生矢厚は維新後、先代の財産を元手に商売を始めたが、失敗を繰り返して自暴自棄となり、家庭を顧みず遊蕩に身を持ち崩したという[4]。
- 姉で英語教育者の藤生貞子（藤生てい、1868-?）は、6歳から2年ほど手習いののち、祖母の影響で芸事を熱心にやっていたが、13歳のときに米国で長年苦学した従兄が帰国したことで外国に興味が沸き、築地の新栄女学校に入学し、18歳で卒業した[4]。父親が事業に失敗して財産を失ったため、宣教師のサラ・クララ・スミスについて北海道へ渡り、スミスのもと、函館、札幌で英語を教え、収入のほとんどを実家に送金した[2]。スミスを助け、1887年に札幌長老派伝道教会女子寄宿学校（通称スミス学校、のちの北星女学校）の教師となったが、母の死去で帰京し、家族8人を英語教師の収入で支えた[2]。夫と結婚し、両家の家族全員を引き取って11人家族となり、一家で仙台、鶴岡、庄内を転々として種々の事業に従事し、その間にも翻訳書『山桜』を著し、牛込区水道町で女子英語会を経営した[4]。1903年には、育成会（教育・倫理関連書の出版社）主幹の石川栄司とともに中島湘烟の『湘烟日記』の編集にあたった[11]。
- 前夫の千葉秀甫（秀浦）は、座光寺秀次郎（天卿）の名で書生芝居の役者ののち、報知新聞の記者となった[7]。語学が得意で、翻訳書などの著書もある[12]。燕嬢と別れたのち、三浦環を追って渡欧し、日本の文化を紹介する講演会などで糊口を凌ぎ、現地で客死したと言われる[13][14]。瀬戸内寂聴の『お蝶夫人（小説三浦環）』（講談社文庫、1977）にも登場し、外国語学校でドイツ語を学んだ語学の天才で、美男で色魔と表現されている。
- 後夫の静間三郎は壮士役者で、静間三郎一座として活動写真の興行にも携わった[15]。